# Впадина Упемба
Впадина Упемба (англ. Philip Gidley King) или Камалондо (англ. Philip Gidley King) — геологическая депрессия в Центральной Африке, часть Впадины Конго.

## Описание
Впадина Упемба — большая заболоченная территория в Демократической Республике Конго, включающая около пятидесяти озер, в том числе 22 относительно крупных по размеру, включая озеро Упемба (530 км²) и озеро Кисале (300 км²). В более раннюю эпоху на этой территории, вероятно, находилось одно большое озеро.
Территория покрыта болотами и частично входит в состав национального парка Упемба в округе Верхний Ломами. Впадина Упемба была заселена почти непрерывно с V века нашей эры и считается местом возникновения Королевства Луба (1585—1889). Хронология, основанная на более чем 55 радиоуглеродных датировках и термолюминесценции, показывает периоды заселения, начиная с каменного века. В этом районе находится множество археологических памятников, таких как Кисалеанские могилы (англ.), и он внесён в предварительный список объектов Всемирного наследия ЮНЕСКО. В грубом переводе ссылка на его включение в список всемирного наследия гласит:
Эта большая депрессия привела к появлению крупнейшего известного кладбища в Африке к югу от Сахары. Было выявлено более 40 археологических памятников, но пока частично раскопаны только шесть. Их исследование позволяет проследить полную последовательность оккупации региона на протяжении двух тысячелетий и, таким образом, реконструировать историю крупной этнической группы Центральной Африки: луба.